# Альберто Льєрас Камарґо
Альберто Льєрас Камарґо (ісп. Alberto Lleras Camargo; 3 липня 1906 — 4 січня 1990) — колумбійський журналіст, дипломат і політик, двічі обіймав посаду президента Колумбії.

## Біографія
Народився 1906 року в Боготі. Навчався в Університеті Росаріо.
Його політична кар'єра почалась з обрання до лав міської ради столиці Колумбії. 1931 став членом Палати представників від рідного міста. 1934 року його було призначено на пост секретаря президента Альфонсо Лопеса Пумарехо. В 1935—1938 роках очолював міністерство внутрішніх справ (з перервою 1937 року, коли він тимчасово обіймав посаду міністра освіти). 1943 року впродовж короткого періоду був послом у США, згодом обіймав посади міністра внутрішніх справ та міністра закордонних справ. У той період брав участь у підписанні Статуту ООН у Сан-Франциско.
Після виходу Лопеса Пумарехо у відставку з посту президента країни Льєрасу Камарго було доручено тимчасово виконувати обов'язки голови держави. Після того, від 1948 до 1954 року, він був першим генеральним секретарем щойно створеної Організації Американських Держав. Після державного перевороту в Колумбії 1957 року, що завершився поваленням Рохаса Пінільї, Льєраса було висунуто кандидатом у президенти від новоствореного Національного фронту на виборах 1958 року, за результатами яких він здобув перемогу.
За свого врядування Льєрас Камарго скасував надзвичайний стан, розпочав аграрну реформу та продовжив тісне співробітництво зі Сполученими Штатами.
Вийшов у відставку після завершення президентського терміну. Помер 1990 року в Боготі.